# Yves Lecerf
Pour les articles homonymes, voir Cerf (homonymie).
Yves Lecerf, né le 1er mai 1932 à Damas (Syrie) et mort à Saint-Denis le 22 novembre 1995, est un logicien, ethnométhodologue et anthropologue français, Ingénieur Général de Ponts et Chaussées, Expert auprès des Nations unies. Il a été le fondateur avec l'ethnologue Robert Jaulin du courant radical de l'ethnométhodologie en France auquel se rattache également Georges Lapassade. 

## Biographie
Yves Lecerf est né le 1er mai 1932 à Damas en Syrie, d'un père normalien, qui étudie en Syrie les langues du désert. Dès l'appel du 18 juin 1940, son père entre dans la Résistance. Sa mère, assistante sociale, les élève seule durant cette période, lui et son frère Didier Lecerf[réf. nécessaire]. Il est polytechnicien.
Après avoir travaillé à la CEE à Rome puis à Bruxelles, réputé être l'un des meilleurs spécialistes mondiaux de l'Energie nucléaire, il devint universitaire. Il fut Conseiller du Président Georges Pompidou. Il fonde  le département d'informatique du centre universitaire expérimental de Vincennes, le laboratoire d'anthropologie générative et modélisation et il fut l'initiateur du DESS (Master 2 Pro) en « ethnométhodologie et informatique » conjointe aux universités Paris VII et Paris VIII.
Philippe Amiel qualifie le courant radical d'ethnométhodologie initié par Lecerf de courant « lecerfien » (anti-inductiviste) afin de le distinguer de la démarche « EHESS » (École des hautes études en sciences sociales) autour de Louis Quéré, Patrick Pharo, Bernard Conein et du CEMS (Centre d’étude des mouvements sociaux), les premiers à introduire la pensée de Harold Garfinkel en France dont il était l'ami personnel et le représentant européen jusqu'à son décès. Son thésard, le Professeur Vincent Frézal, deviendra à dater de 1996 le représentant d'Harold Garfinkel.
Il est le cofondateur du Cercle d'éthique des affaires (ENPC) et l'auteur d'une découverte fondamentale en mathématiques concernant le calcul réversible au début des années 1960
Il meurt le 22 novembre 1995 d'un arrêt cardiaque.

## Principales publications
- Logique Mathématique : Machines de Turing réversibles. Comptes rendus des séances de l'académie des sciences, 257:2597--2600, 1963.
- Les marchands de Dieu. Analyse socio-politique de l'affaire Melchior (Trois Saints Cœur), Éditions Complexe, 1975.
- « Des sous-univers du discours qui seraient dégagés à la fois du sens et de la forme. Applications en syntaxe », dans Revue Langages, Paris, Larousse, no 55, 1979, p. 89-123.
- « Étude ethnologique des sectes et mythes du futur en occident au XXe siècle : problèmes épistémologiques et problèmes de terrain ; notion d'automate générateur de mythes, applications », Rapport LESP7 80/1 UER Anthropol. (AESR) Univ. Paris VII, 1980.
- « La mutation des sectes (1970-1980) : actualisation d'une communication au séminaire 1980 "Violences et danger" de l'association Abbaye », Bulletin de liaison pour l'étude des Sectes BulleS, Union nationale des associations de défense des familles et de l'individu,‎ 1984, p. 3-8 (ISSN 0758-3370, BNF 34389466, lire en ligne)
- « Ethnologie à Paris VII : indexicalité, journaux, récits, quasi-journaux », dans Pratiques de formation, Saint Denis, Université de Paris VIII, no 9, 1985, p. 59-77.
- « Arguments ethnométhodologiques pour 1984 », dans Pratiques de formation, Saint Denis, Université de Paris VIII, no 9, 1985, p. 165-171.
- avec D. Lepage, « Ethnométhodologie et machine théologiennes », dans Revue Unesco Com. Ser. (UCS) n° biannuel 1985-86, p. 64-67.
- avec Édouard Parker, « Ethnométhodologie et théorie de l'Histoire », dans L'évolution des systèmes japonais, Paris, Éditions Cesta, 1986 (ch. 10).
- (dir), « Ethnométhodologies », Numéro spécial de la revue Pratiques de formation, Université Paris-8, 1986, no 11-12.
- avec Édouard Parker, Les Dictatures d'intelligentias, préface d'Alain Peyrefitte, Paris, Presses universitaires de France, 1987.
- avec Édouard Parker, L'Affaire Tchernobyl : la guerre des rumeurs, Paris, Presses universitaires de France, 1987.
- La science comme réseau : projet de manifeste pour une union rationaliste localiste, Paris, 23 novembre 1994.